# Libice nad Doubravou
Libice nad Doubravou település Csehországban, a Havlíčkův Brod-i járásban. Libice nad Doubravou Vysočina, Slavíkov, Dolní Sokolovec, Sloupno, Horní Bradlo, Trhová Kamenice, Rušinov, Sobíňov, Bezděkov, Lány, Podmoklany, Maleč és Chotěboř településekkel határos. Lakosainak száma 858 fő (2024. január 1.).

## Népesség
A település lakosságának változását az alábbi diagram mutatja:
| Lakosok száma | 1904 | 1788 | 1762 | 1137 | 890  | 850  | 868  | 870  | 857  | 858  |
|               | 1869 | 1890 | 1921 | 1950 | 1980 | 2001 | 2017 | 2019 | 2022 | 2024 |